# Retoño
Se llama retoño al producto del segundo corte de los prados naturales.[cita requerida]
Está compuesto de plantas blandas, acuosas, muy cubiertas de hoja, difíciles de secar, más insípidas, menos próximas a su madurez y en su consecuencia, menos nutritivas que las que componen el heno. Casi todas son tallos de plantas vivaces. Se da también el nombre de retoño a los productos de los últimos cortes de los prados artificiales. El retoño sostiene mal a los solípedos, sobre todo cuando hacen un trabajo seguido, les conviene poco. Se debe reservar para los rumiantes, que lo prefieren a los demás forrajes. Aumenta la secreción de la leche y favorece el cebo. A veces constituye el retoño el tercero o cuarto corte, que se da, según los climas, de agosto a octubre y aun noviembre. En los buenos prados y precoces el segundo corte se parece mucho al primero; sin embargo, siempre es más verde que el heno, más flojo, más flexible, formado en su mayor parte de plantas con raíces profundas que temen poco la sequía. Suele carecer de flores y de espigas y menos maduro, como queda dicho, que el cosechado en junio o julio. 
El buen retoño de los prados naturales es verde, de olor suave, aunque menos fuerte que el de heno, flexible y sin alterarse. El de los prados artificiales, compuestos de plantas leguminosas, procede siempre de su segundo corte y se distingue del primero en que es verde, tierno y tiene muchas hojas. Como los tallos han sido segados más jóvenes y cuando las raíces no tienen tanta fuerza, son aquellos más cortos, delgados, con hojas en toda su longitud y en la base tantas como en la punta, con las flores, en general, menos adelantadas que las del primer corte. Debe reservarse para el ganado lanar, para las hembras que facilitan su leche y para las crías. Presentará los caracteres que tenían las plantas en el momento de la siega. El retoño de los prados temporeros, compuestos de plantas gramíneas, difiere poco del de los perennes.